# غيك شيخها (غرمسار كرمان)
غیك شیخها (بالفارسية: غیک شیخها) هي قرية تقع في إيران في قسم غرمسار الریفي. يقدر عدد سكانها بـ 247 نسمة بحسب إحصاء 2016.